# Yamaranguila
Yamaranguila (betekenis: "Water van de piramide") is een gemeente (gemeentecode 1016) in het departement Intibucá in Honduras.
Het dorp ligt op geaccidenteerd terrein, aan de beek El Carrizal.
Yamaranguila staat bekend als de koudste gemeente van Honduras. Het is de enige plek waar aardbeien kunnen groeien.
De bevolking bestaat voor het grootste deel uit Lencas. Tijdens de patroonfeesten in december houden zij de Guancascos-parade.
De meeste huizen in het dorp hebben elektriciteit en stromend water.

## Bevolking
De bevolking is als volgt verdeeld:
| Vrouwen | 11.041 | 50,3% |
| Mannen  | 10.905 | 49,7% |

## Dorpen
De gemeente bestaat uit veertien dorpen (aldea), waarvan de grootste qua inwoneraantal: Yamaranguila (code 101601) en El Pelon (101609).